# Hemipogon sprucei
Hemipogon sprucei är en oleanderväxtart som beskrevs av Fourn.. Hemipogon sprucei ingår i släktet Hemipogon och familjen oleanderväxter. Inga underarter finns listade i Catalogue of Life.